# Madonna col Bambino alla fontana
La Madonna col Bambino alla fontana, noto anche con Madonna alla fontana è un dipinto del pittore fiammingo Jan van Eyck realizzato nel 1439 e conservato nel Museo reale di belle arti di Anversa in Belgio.
È il suo ultimo dipinto firmato e datato. Mantiene la sua cornice originale, che reca l'iscrizione; "ALS IXH CAN", "JOHES DE EYCK ME FECIT + [COM] PLEVIT ANNO 1439.

## Descrizione
Il dipinto è incastonato in un hortus conclusus, con la fontana che rappresenta la Fontana della Vita. La Madonna è raffigurata vestita di blu, la sua figura è incorniciata da un baldacchino riccamente ricamato sostenuto da due angeli. Gesù bambino tiene nella sua mano sinistra grani di preghiera, suggerendo, insieme al cespuglio di rose dietro le figure, il rosario. Dalla metà alla fine del XV secolo il rosario stava diventando sempre più popolare nel nord Europa. 
Questa rappresentazione è insolita in quanto la Madonna indossa una veste blu; il Trittico di Dresda, la Madonna di Lucca e la Madonna del cancelliere Rolin, van Eyck l'aveva raffigurata vestita di rosso. L'uso del rosso per i vestiti di figure sacre era caratteristico della pittura olandese del XV secolo, poiché la cocciniglia era tra i pigmenti più costosi disponibili per i tessuti morenti. Contrariamente a questo, i pittori italiani usavano il blu oltremare per le toghe di Madonne. Ecco perché la scelta del blu di van Eyck può essere vista come una prova di un'influenza italiana.

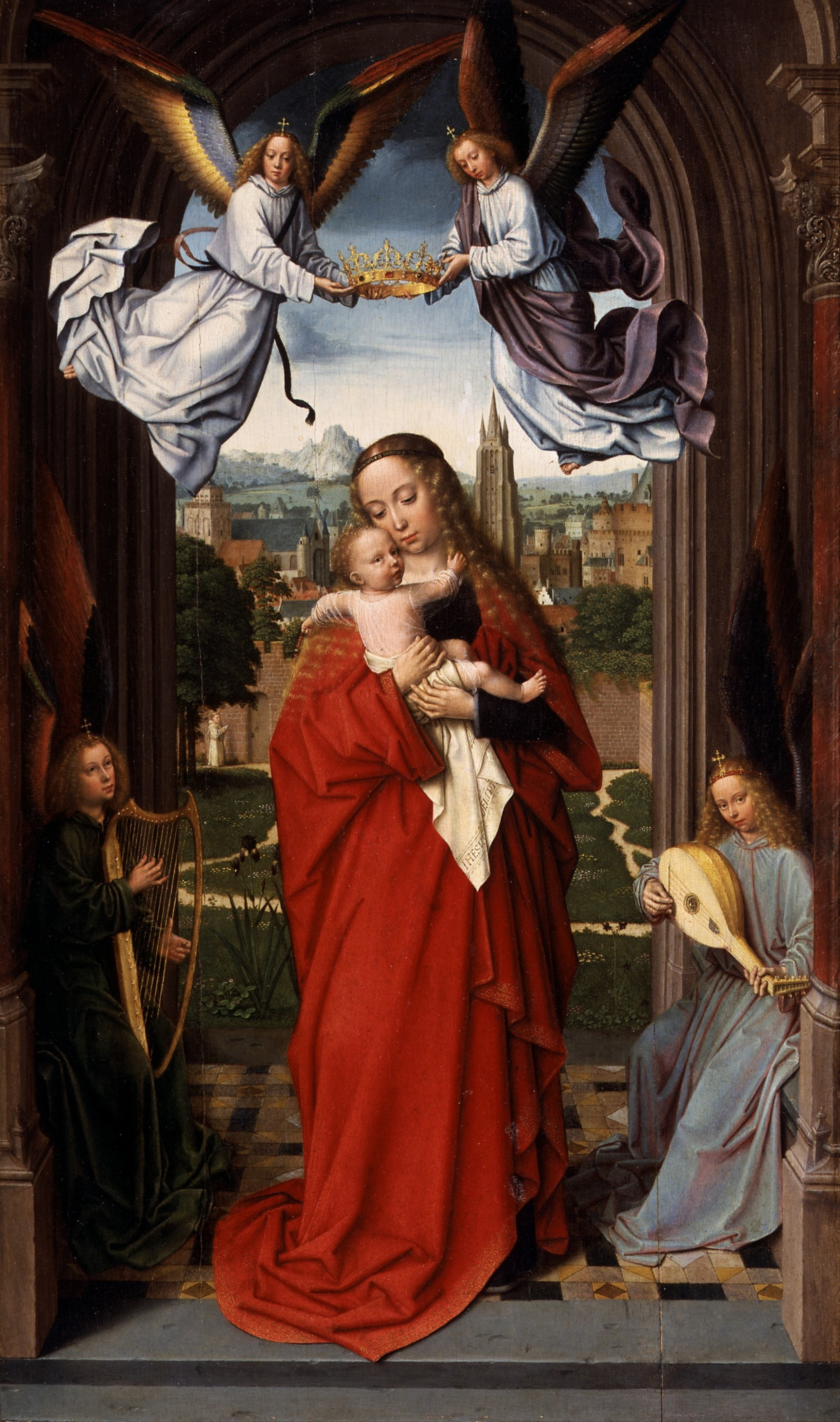
Gerard David, Madonna col Bambino e quattro angeli al Metropolitan Museum of Art

### Influenza bizantina
Insieme alla Madonna in una chiesa gotica di Berlino, è generalmente considerato i due dipinti di van Eyck della Madonna col Bambino creati prima della sua morte nel giugno 1441. Entrambe le opere mostrano la sua posizione, in contrasto con il suo precedente trattamento di tema, con la sua figura seduta. Il modello per la Madonna in piedi è nelle icone dell'arte bizantina ed entrambi i dipinti rappresentano una versione modificata tipo eleusa, o Madonna della tenerezza, in cui la Vergine e il Bambino si uniscono alle loro guance e il piccolo si attacca con una mano all'abito di sua madre. La Madonna in una chiesa gotica indossa un veste blu sopra e un abito rosso.
All'inizio del XIV e XV secolo un gran numero di queste opere furono importate nel Nord e furono ampiamente copiate dalla prima generazione di artisti olandesi, tra gli altri. L'iconografia sia del tardo bizantino, tipizzata dall'ignoto artista responsabile della Madonna di Cambrai, sia dei successori del XIV secolo come Giotto preferì mostrare la Madonna in scala monumentale, ed è accettato dagli storici dell'arte che van Eyck abbia assorbito queste influenze, sebbene quando e attraverso quali opere è contestato. Si ritiene che abbia avuto un'esposizione diretta a loro durante la sua visita in Italia, avvenuta nel 1426 o 1428. I due pannelli di van Eyck portarono avanti l'abitudine alla riproduzione e furono essi stessi copiati frequentemente da officine commerciali nel corso del XV secolo. 
È possibile che il sapore bizantino di queste immagini fosse anche collegato ai tentativi contemporanei attraverso la diplomazia di raggiungere la riconciliazione con la chiesa greco-ortodossa, in cui il patrono di Van Eyck, il duca Filippo il Buono, si interessò con entusiasmo. L'opera Ritratto del cardinale Niccolò Albergati (1431 circa) mostra uno dei diplomatici più coinvolti in questi sforzi, che agisce per il Papato.

### Copie
L'immagine è stata molto apprezzata e copiata, con una copia di alta qualità assegnata al laboratorio di van Eyck fatto subito dopo l'originale (collezione privata, (Maastricht). C'è un disegno delle figure centrali della copia del laboratorio di Gerard David] del 1500-1510 circa nel Kupferstichkabinett di Berlino presumibilmente usato per la sua versione dell'opera, ma con quattro angeli e uno sfondo del paesaggio panoramico di Bruges dietro, ora al Metropolitan Museum of Art, a New York. È stato concepito come una copia accurata, ma sono stati aggiunti nuovi elementi man mano che il lavoro procedeva, come hanno scoperto le moderne analisi.

### Esplicative
1. ↑  L'immagine ha titoli diversi a seconda della fonte.

### Bibliografiche
1. 1 2 3  Snyder 2005, p. 99.
2. ↑  Bruns 2004, pp. 154-155.
3. ↑  Harbison 1991, pp. 158-162.
4. ↑  Jolly 1998, p. 396.
5. 1 2  Harbison 1991, pp. 163-167.
6. ↑  Evans 353.
7. ↑  Evans 354 355.